# 埃爾帕拉伊索 (科潘省)
埃爾帕拉伊索（西班牙語：El Paraíso），是洪都拉斯的城鎮，位於該國西部，由科潘省負責管轄，始建於1891年10月29日，面積252.5平方公里，海拔高度615米，2001年人口18,054，人口密度每平方公里71.5人。
15°1′0″N 88°59′0″W / 15.01667°N 88.98333°W